# Karinės oro pajėgos
Le Karinės oro pajėgos (tradotto dal lituano, Forze armate aeree), note anche con la denominazione di Lietuvos kariuomenės (LK) Karinės oro pajėgos (KOP), costituiscono l'attuale aeronautica militare della Lituania, parte integrante delle forze armate.

## Storia
La Lituania è una delle cosiddette Repubbliche Baltiche che già nel 1988 furono alla testa del processo di distacco dall'Unione Sovietica, perfezionato nel marzo 1990.
Il 13 gennaio 1991 ci fu uno degli ultimi sussulti dell'URSS, con il tentativo di occupare militarmente il centro delle telecomunicazioni di Vilnius, ma già nell'agosto dello stesso anno la Lituania ottenne l'indipendenza.
Dal 2004 la piccola repubblica baltica è entrata a far parte della NATO e da quel momento l'Alleanza Atlantica le fornisce il servizio di difesa aerea, con reparti formati da personale internazionale, basati a rotazione a Zokiani.
Recentemente la Lithuanian Air Force ha potenziato le sue capacità logistiche acquistando in Italia tre nuovi aerei da trasporto tattico Alenia C-27J Spartan (consegnati dal 2007 al 2009), che hanno rimpiazzato altrettanto bimotori Antonov An-26 Curl.

## Aeromobili in uso
Sezione aggiornata annualmente in base al World Air Force di Flightglobal del corrente anno. Tale dossier non contempla UAV, aerei da trasporto VIP ed eventuali incidenti accorsi durante l'anno della sua pubblicazione. Modifiche giornaliere o mensili che potrebbero portare a discordanze nel tipo di modelli in servizio e nel loro numero rispetto a WAF, vengono apportate in base a siti specializzati, periodici mensili e bimestrali. Tali modifiche vengono apportate onde rendere quanto più aggiornata la tabella.
| Aeromobile                       | Origine          | Tipo                             | Versione (denominazione locale) | In servizio (2024) | Note | Immagine |
| Aerei da trasporto               |                  |                                  |                                 |                    | |          |
| Alenia C-27J Spartan             | Italia           | aereo da trasporto tattico       | C-27J                           | 3                  | 3 C-27J consegnati. |          |
| Let L-410 Turbolet               | Rep. Ceca        | aereo da trasporto VIP           | L-410UVP                        | 2                  | 6 L-410UVP consegnati. Usato per il collegamento e il trasporto VIP.                                                                               |          |
| Cessna 172 Cutlass               | Stati Uniti      | aereo da trasporto leggero       | C 172RG                         | 1                  | 1 C 172RG 410UVP consegnato. |          |
| Embraer C-390 Millennium         | Brasile          | aereo da trasporto               | C-390M                          | 0                  | A giugno 2025, il Ministero della Difesa Nazionale ha comunicato di aver selezionato trattative tre C-390M.                                        |          |
| Elicotteri                       |                  |                                  |                                 |                    | |          |
| Mil Mi-8 Hip                     | Unione Sovietica | elicottero da trasporto medioSAR | Mi-8MTVMi-8T                    | 1                  | 10 Mi-8T Hip-C e 1 Mi-8MTV Hip-H consegnati. I Mi-8T sono utilizzati per ricerca e soccorso e utility.                                             |          |
| Airbus Helicopters AS365 Dauphin | Francia          | SAR                              | AS 365N3+                       | 3                  | 3 AS 365N3+ utilizzati in missioni di ricerca e soccorso e sorveglianza ambientale.                                                                |          |
| Sikorsky UH-60 Black Hawk        | Stati Uniti      | elicottero utility               | UH-60M                          | 0                  | 4 UH-60M (più 2 in opzione da esercitare entro il 2022) e relativi equipaggiamenti acquistati il 13 novembre 2020, e da consegnarsi entro il 2024. |          |

## Aeromobili ritirati

### Addestratori
- Aero L-39Z Albatros
- Aero L-39ZA Albatros

### Elicotteri

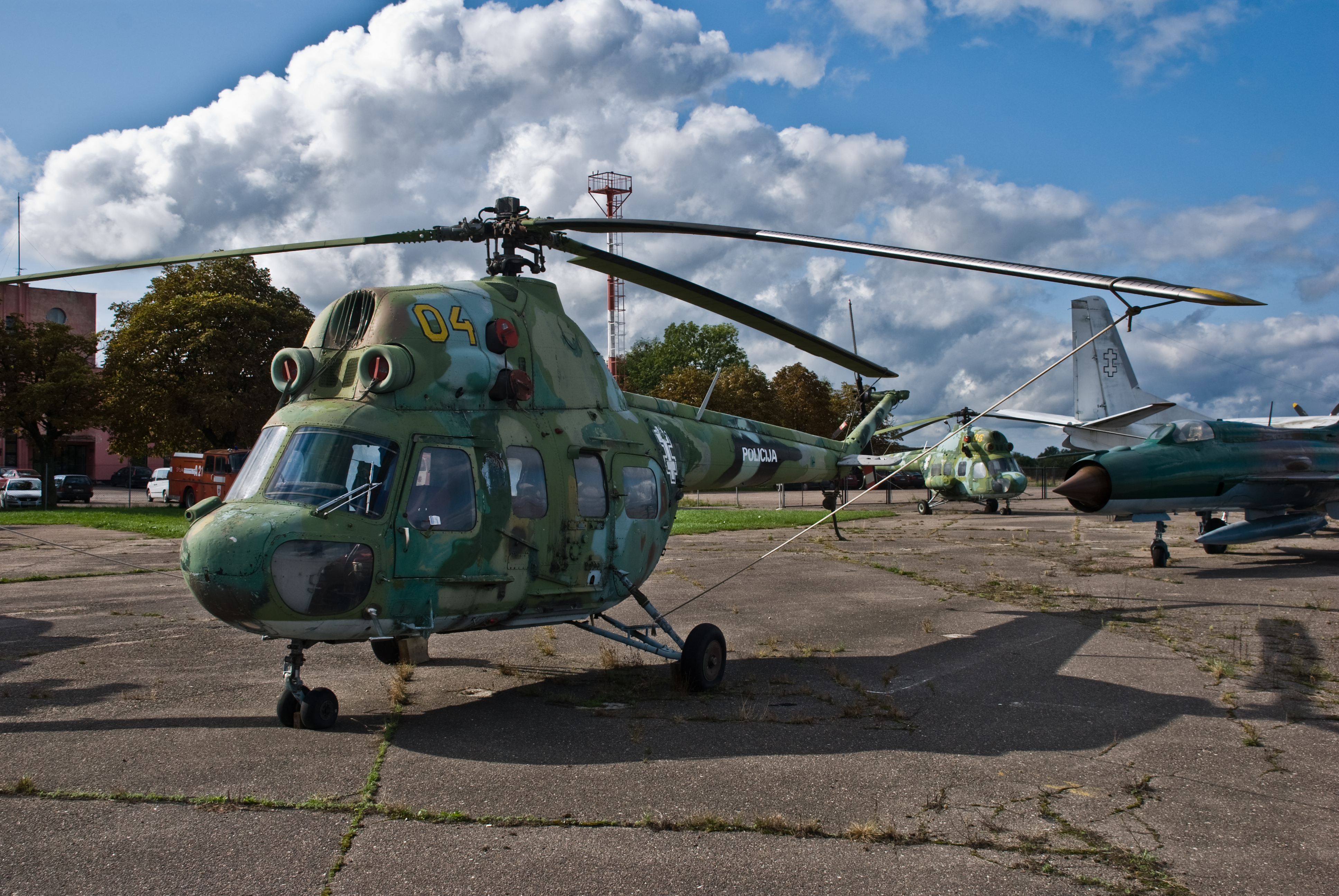
Un vecchio esemplare di Mi-2 Hoplite con la livrea lituana.

- Mil Mi-2 Hoplite

### Trasporto

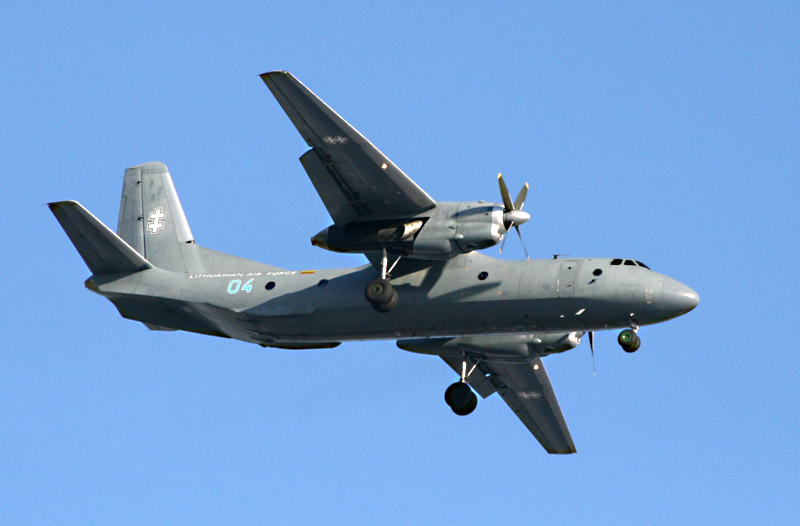
Un An-26 Curl con le insegne lituane. Questi bimotori sono stati sostituiti con i nuovi C-27J Spartan.

- Antonov An-24 Coke
- Antonov An-26 Curl